# Hemaris ducalis
Hemaris ducalis là một loài bướm đêm thuộc họ Sphingidae. Loài này có ở vùng núi của tây nam Tân Cương ở Trung Quốc, phía tây Tian Shan, phía nam and phía đông Kazakhstan tới dãy núi Altai, phía tây Mông Cổ, phía nam Uzbekistan, Kyrgyzstan, Tajikistan, phía bắc Afghanistan và Pakistan.
Sải cánh khoảng 40–50 mm. 
Loài này có ở rừng gỗ và cây bụi, hiếm khi dưới 2300 mét và xuất hiện ở độ cao lên đến 6200 mét.
Ấu trùng được ghi nhận ăn các loài Lonicera.

## Phân loài
- Hemaris ducalis ducalis
- Hemaris ducalis lukhtanovi Eitschberger, Danner & Surholt, 1998 (Pakistan)